# Шарг гапысы
Шарг гапысы (азерб. Şərq qapısı, Шәрг гапысы, Врата востока) — республиканская общественно-политическая газета на азербайджанском языке, издающаяся в Нахичеванской АР (Азербайджан).

## История
Газета издаётся с 9 ноября 1921 года. Газета стала одним из первых печатных СМИ в Нахичевани.
Первоначально называлась «Джаванлар хаяты» (Молодёжная жизнь). Уже через месяц она была переименована в «Фугара сеси» (Голос бедноты), а ещё через месяц, в январе 1922 года, в «Шəрг гапысы». По январь 1980 года выходила под данным названием. 
С 1980 по 1989 год называлась «Совет Нахчываны» (Советский Нахичевань).
В 1970-е — 80-е годы несмотря на действовавшую в СССР политическую цензуру в СМИ, в газете печатались публикации об истории, национальных ценностях и культуре Азербайджана в национально-идейном ключе. Освещалось экономическое и культурное развитие края.
В 1990 — 1993 годах газетой освещались меры по защите от агрессии Армении, блокада Нахичевани. 26 июля 1990 года в газете было опубликовано интервью Гейдара Алиева, возвратившегося в Нахичевань из Москвы.
4 мая 1991 года журналисту газеты Эльхану Алиеву было присвоено звание заслуженного журналиста Азербайджана.
22 июля 2010 года введено в эксплуатацию новое здание редакции газеты.
Нахичеванским отделением Академии наук Азербайджана издана книга «История и путь развития газеты „Шарг гапысы“».
Сотрудниками газеты издано 6 книг об издании.
К 100-летию газеты был подготовлен документальный фильм. На выставке, посвящённой 100-летнему юбилею, было представлено 17 книг 12-ти авторов о газете.

## Общие сведения
Является печатным органом Верховного Меджлиса (парламента) и кабинета министров Нахичеванской АР. 
В газете освещаются вопросы общественно-политической, экономической, социальной и культурной жизни Нахичеванской АР.
Газета выходит ежедневно пять раз в неделю на 6 (иногда 8—10) полосах.

## Главные редакторы
- Багиров, Вахид Габиб оглы (1970—1975)
- Турал Сафаров
- Мехрибан Султанова[азерб.] (15 апреля 2017 — ?)[5]
- Сара Азимова (с 26 декабря 2023)[6]

## Награды
- Почётная грамота Верховного меджлиса НАР (2011)